# Tokyo Tales
Tokyo Tales är det tyska bandet Blind Guardians första livealbum. Det släpptes 1993.

## Låtlista
1. "Inquisition" - 0:47
2. "Banish from Sanctuary" - 6:03
3. "Journey Through the Dark" - 5:12
4. "Traveler in Time" - 6:32
5. "The Quest for Tanelorn" - 6:03
6. "Goodbye My Friend" - 6:28
7. "Time What Is Time" - 6:42
8. "Majesty" - 7:48
9. "Valhalla" - 6:08
10. "Welcome to Dying" - 5:56
11. "Lost in the Twilight Hall" - 7:26
12. "Barbara Ann" - 2:56 (cover)